# 鳳城市
鳳城市（ほうじょう-し）は中華人民共和国遼寧省丹東市に位置する県級市。

## 歴史
市名は明代に建築された鳳凰城堡に由来する。
1876年（光緒2年）、清朝により設置された鳳凰庁を前身とする。中華民国が成立すると1913年（民国2年）に鳳凰県とされたが、湖南省に同名県が存在したことから翌年鳳城県と改称された。1985年に鳳城満族自治県、1994年に県級市に昇格し鳳城市と改編され現在に至る。

## 行政区画
3街道弁事処、17鎮、1民族郷を管轄する。
- 街道弁事所：鳳凰城街道、鳳山街道、草河街道
- 鎮：宝山鎮、沙里寨鎮、白旗鎮、紅旗鎮、藍旗鎮、辺門鎮、東湯鎮、石城鎮、大興鎮、愛陽鎮、賽馬鎮、弟兄山鎮、鶏冠山鎮、劉家河鎮、通遠堡鎮、四門子鎮、青城子鎮
- 民族郷：大堡モンゴル族郷

## 交通

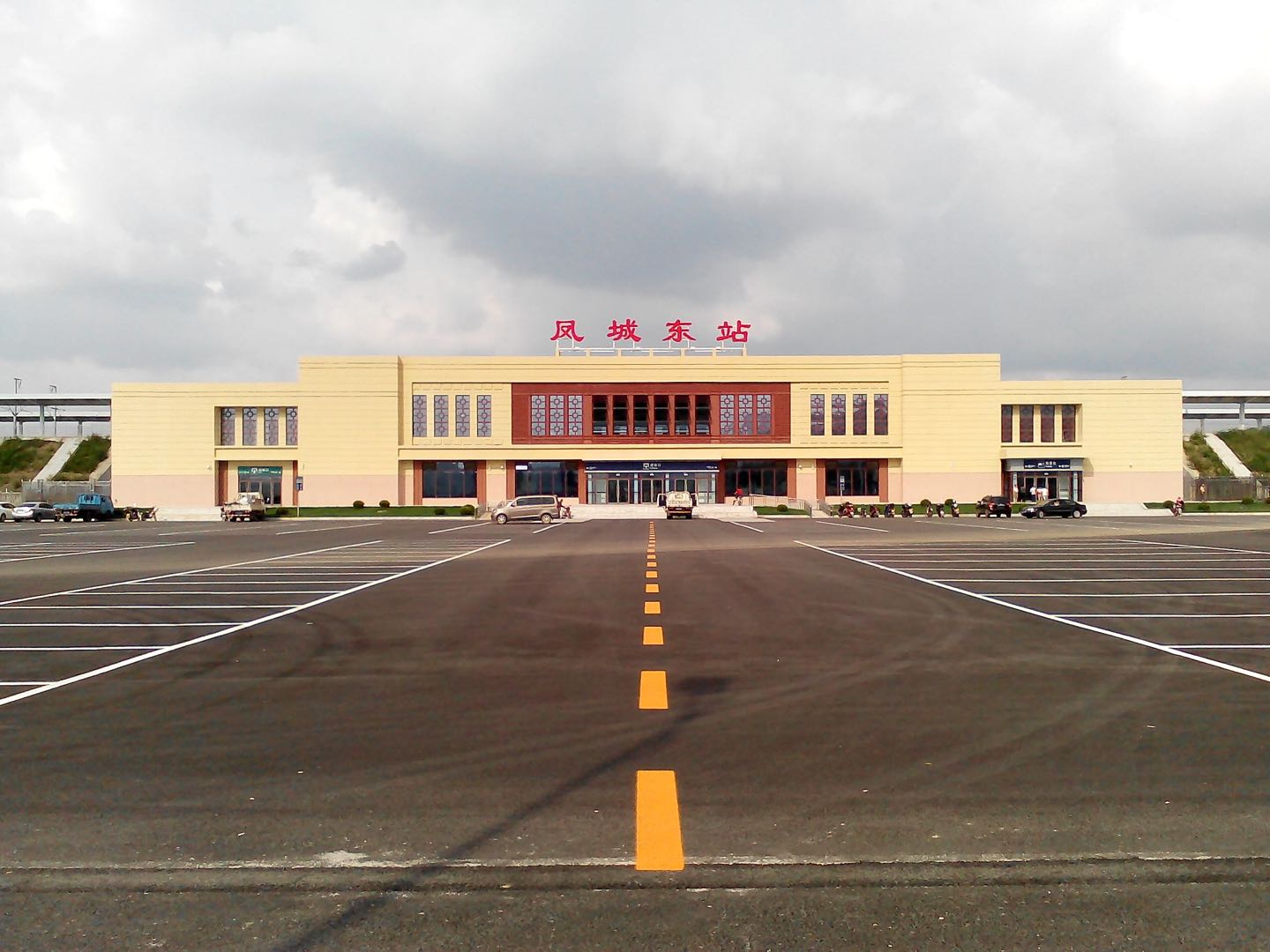
鳳城東駅

### 鉄道
- 中国国家鉄路集団
  - 瀋丹旅客専用線

（瀋陽方面）- 通遠堡西駅 - 鳳城東駅 -（丹東方面）
  - 瀋丹線

（瀋陽方面）- 通遠堡駅 - 林家台駅 - 劉家河駅 - 長虹駅 - 中興駅 - 鳳凰城駅 - 一面山駅 -（丹東方面）
  - 鳳上線

鳳凰城駅 - 靉河駅 - 大堡駅 - 石城駅 - 鉄仏寺駅 - 辺溝駅 - 佟家駅 - 廟陽駅 - 天橋駅 -（北朝鮮国境方面）

### 道路
- 高速道路
  - 鶴大高速道路
  - 丹阜高速道路
- 国道
  - G201国道
  - G304国道

## 特産
産業は工業のほか、農業特産品として大粒の「鳳城栗」や瓜、リンゴ、イチゴがあげられる。栗は加工され、日本に輸出されている。

## 観光
次のような観光地がある。 
- 鳳凰山風景区（遼寧省四大名山の1つ）
- 大梨樹風景区
- 東湯温泉
- 玉竜湖
- 浦石河原生林
- 賽馬洞窟群

## 国際交流
友好都市：北秋田市（旧森吉町）（1997年9月11日締結）